# Jeanne d'Arc (Bastien-Lepage)
Pour les articles homonymes, voir Jeanne d'Arc.
Jeanne d'Arc est un tableau réalisé en 1879 par le peintre français Jules Bastien-Lepage. Conservé au Metropolitan Museum of Art de New York, il avait été auparavant exposé à l'Exposition Universelle de Paris de 1889.

## Histoire
L'héroïne nationale française Jeanne d'Arc est devenue une figure de plus en plus importante de la sculpture, de la peinture et de la culture françaises dans les années 1870 et 1880, après la défaite du pays lors de la guerre franco-prussienne. En effet, l'Empire allemand a annexé la partie orientale du lieu de naissance de Jeanne (et de Bastien-Lepage), la Lorraine. Bastien-Lepage ne fait pas exception et son tableau est acheté par l'homme d'affaires new-yorkais Erwin Davis en 1880, après avoir été exposé au Salon de peinture et de sculpture de Paris plus tôt cette année-là.

## Description
Bastien-Lepage dépeint ici le moment où les saintes Catherine d'Alexandrie, Marguerite d'Antioche et saint Michel Archange apparaissent à la jeune paysanne dans le jardin de ses parents, lui enjoignant de combattre les envahisseurs anglais. 